# Pęporostek baldaszkowy

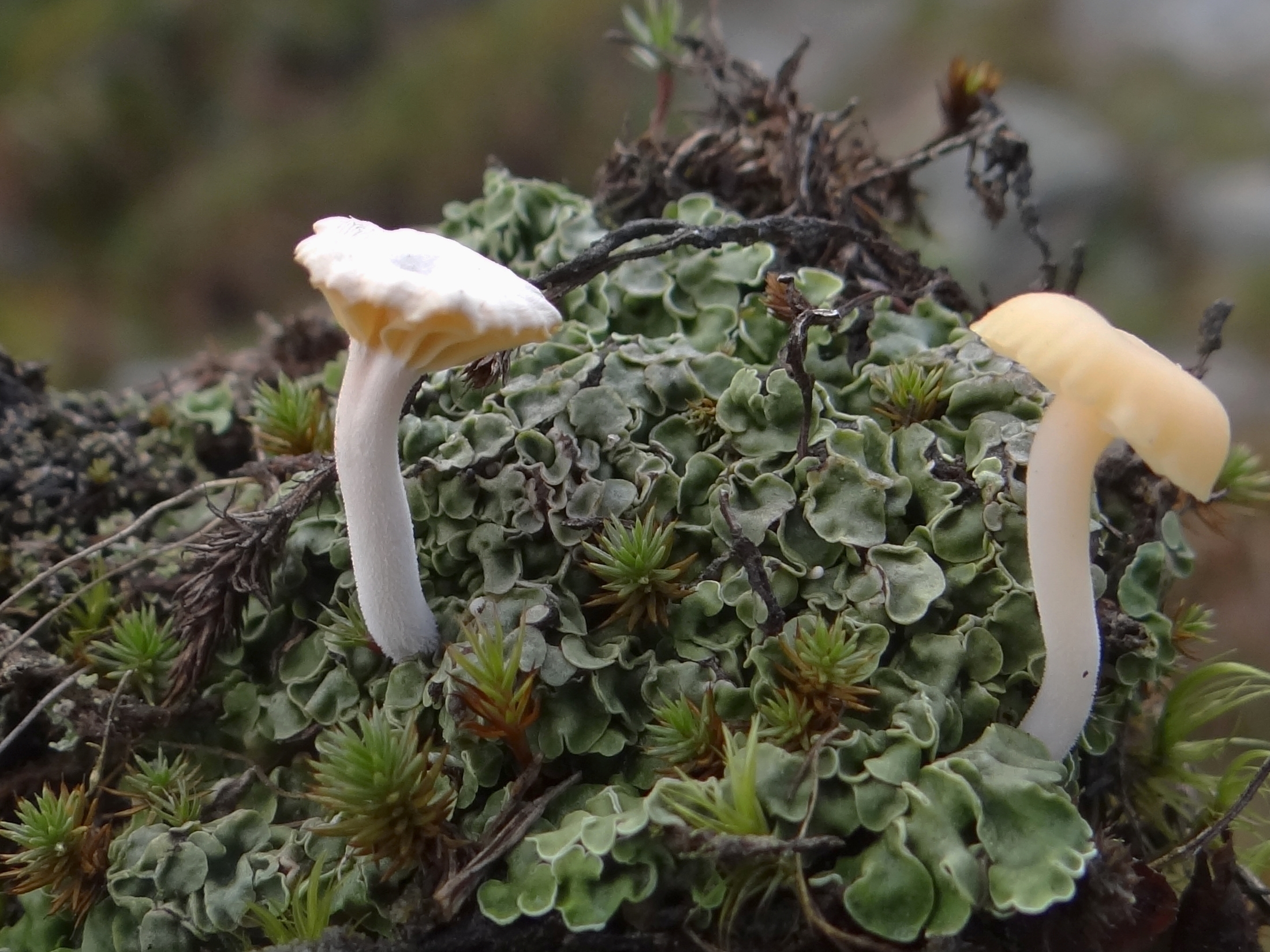
Dwa młode owocniki

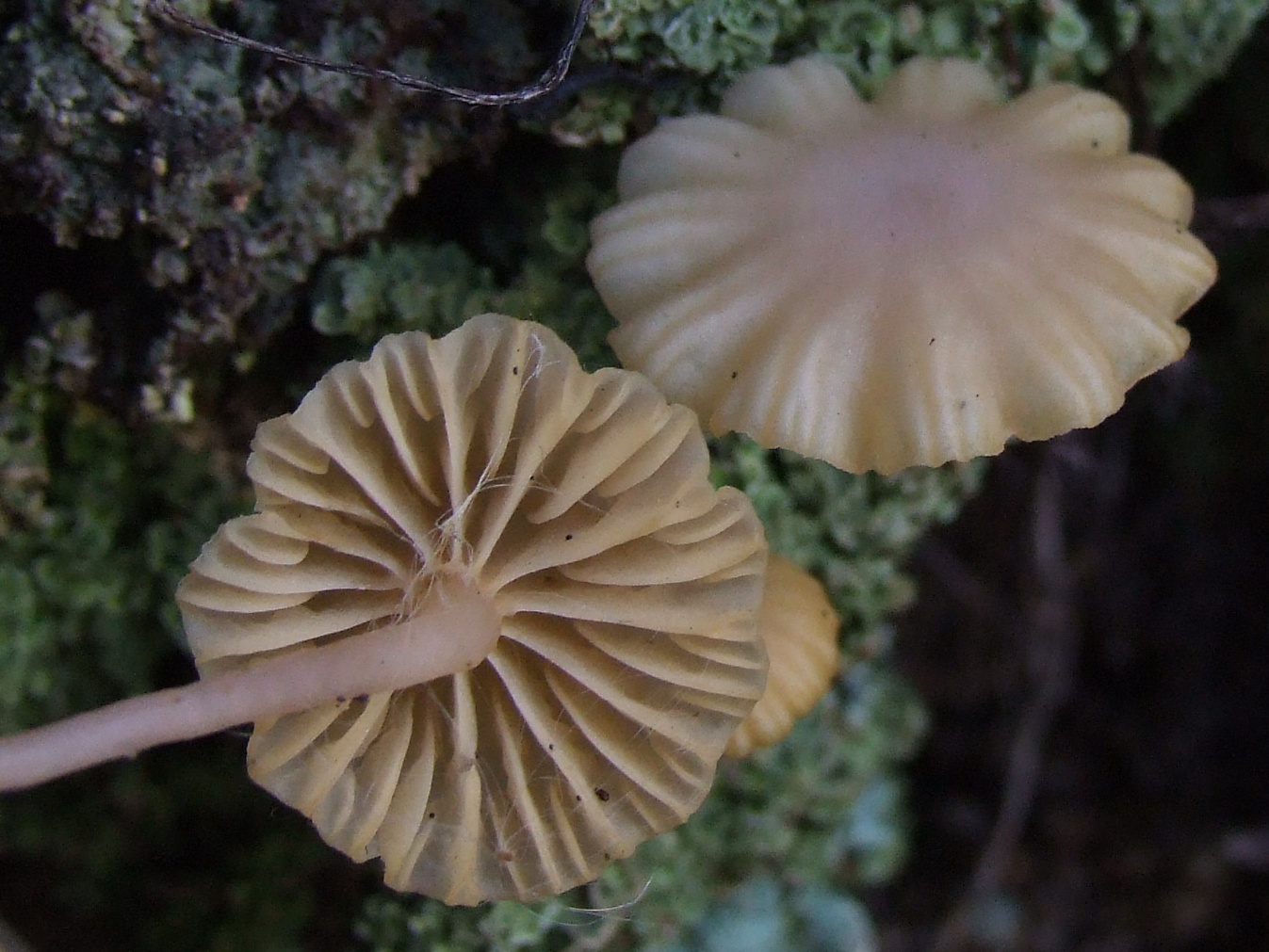

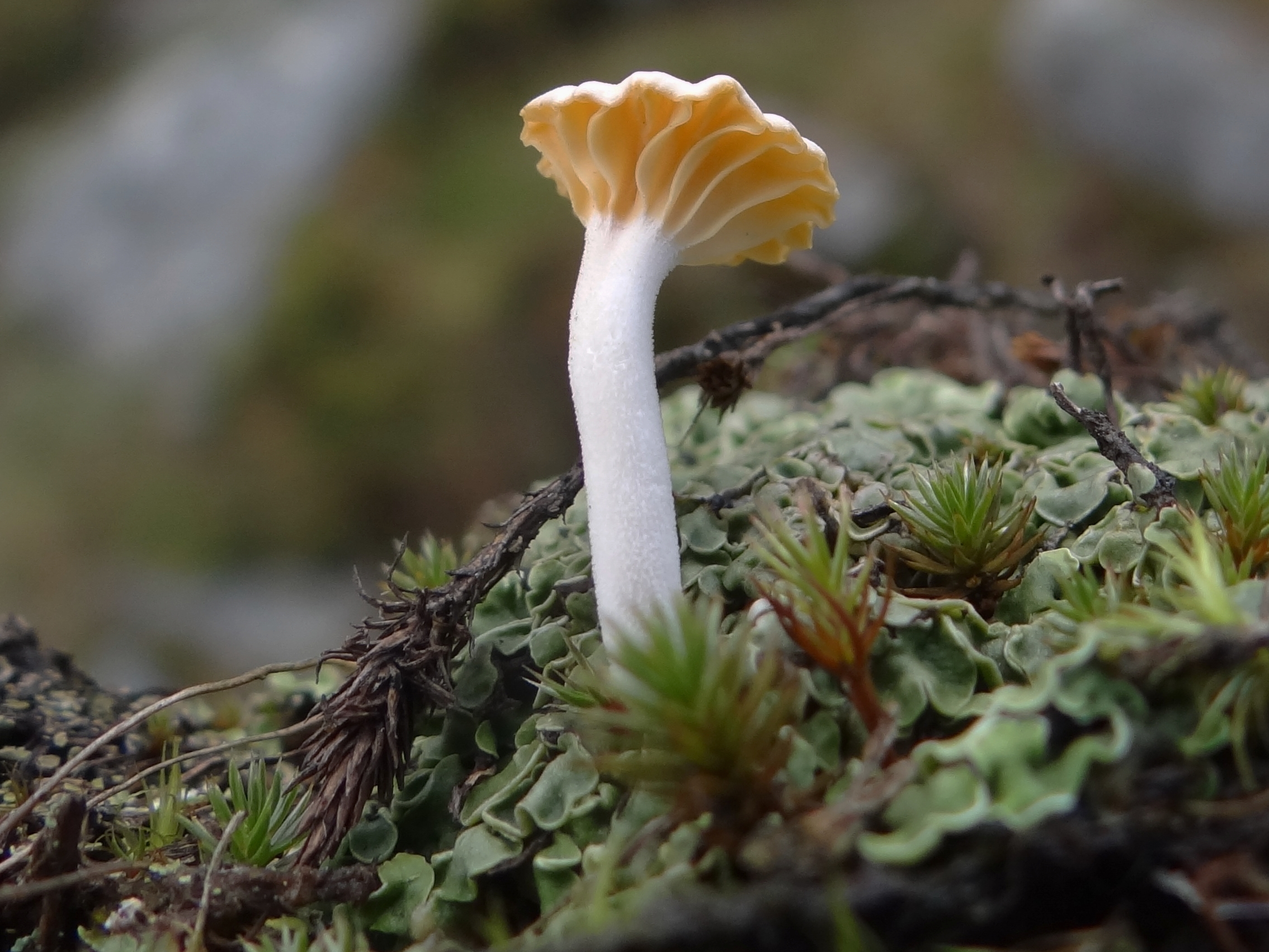
Trzon i blaszki owocnika

Pęporostek baldaszkowy, pępówka baldaszkowa, pępówka pofałdowana (Lichenomphalia umbellifera  (L.) Redhead, Lutzoni, Moncalvo & Vilgaly) – gatunek grzybów należący do rodziny wodnichowatych (Hygrophoraceae). Ze względu na współżycie z glonami zaliczany jest do porostów.

## Systematyka i nazewnictwo
Pozycja w klasyfikacji według Index Fungorum: Lichenomphalia, Hygrophoraceae, Agaricales, Agaricomycetidae, Agaricomycetes, Agaricomycotina, Basidiomycota, Fungi.
Po raz pierwszy gatunek ten zdiagnozowany został w 1753 r. przez Linneusza jako Agaricus umbelliferus, potem zaliczany był przez różnych autorów do różnych rodzajów. Obecną, uznaną przez Index Fungorum nazwę nadali mu w 2004 r. Redhead, Lutzoni, Moncalvo & Vilgaly.
Synonimów nazwy naukowej ma ponad 60. Niektóre z nich:

- Agaricus umbelliferus L. 1753
- Botrydina vulgaris Bréb. 1839
- Omphalia umbellifera (L.) P. Kumm. 1871
- Omphalina ericetorum (Pers.) M. Lange 1955
- Omphalina umbellifera (L.) Quél. 1886
- Phytoconis ericetorum (Pers.) Redhead & Kuyper 1988

Nazwy polskie. W 1889 r. takson ten opisywany był przez Franciszka Błońskiego jako bedłka baldaszkowata, w 2010 r. przez Hannę Wójciak jako pępówka baldaszkowata, a Władysław Wojewoda w 2003 r. zaproponował nazwę pępówka pofałdowana. Wszystkie te nazwy są niespójne z obecną nazwą naukową. Ostatnio pojawiła się nowa polska nazwa.

## Morfologia
Należy do nielicznej procentowo grupy porostów, w których mykobiontem jest grzyb z grupy podstawczaków. Na podłożu wyrasta plecha homeomeryczna zawierająca glony z rodzaju Coccomyxa. Składa się ona z gęsto skupionych, zielonych kulek o średnicy 0,1–0,2 mm. Z plechy tej wyrastają typowe dla grzybów podstawkowych  owocniki  zbudowane z trzonu i kapelusza.
Kapelusz
Średnica 5-20 mm, kształt początkowo łukowaty, później na środku tworzy się niewielkie wklęśnięcie, w końcu kapelusz staje się lejkowaty. Powierzchnia gładka, matowa, oszroniona, o barwie oliwkowej, żółtoochrowej, żółtawej, zdarzają się także owocniki o barwie zielonawej, białawej, brązowawej. Kapelusz jest prześwitujący i żłobkowany do ¾ promienia, w środku  zazwyczaj ciemniejszy. Brzeg ostry, pofalowany, ząbkowany.
Hymenofor
Blaszkowy. Blaszki szerokie, trójkątne, zbiegające na trzon. Mają jasnoochrową barwę i gładkie ostrza.
Trzon
Wysokość 13–20 mm, grubość 1–1,5 mm, kształt dołem walcowaty, w górnej części rozszerzający się stożkowato i płynnie przechodzący w kapelusz. Jest początkowo pełny, potem rurkowaty. Powierzchnia gładka, barwy jasnobrązowej, góra ciemniejszy, dołem białawy, pilśniowaty.
Miąższ
Cienki, miękki, wodnisty, brązowożółty, bez wyraźnego smaku i zapachu.
Cechy mikroskopowe
W strzępkach grzyba brak sprzążek. Zarodniki szeroko elipsoidalne, gładkie, nieamyloidalne, bezbarwne i białe, o rozmiarach 7-9 (10) × 4-6 (7) um. W hymenium brak cystyd.

## Występowanie i siedlisko
Występuje w północnej części Ameryki Północnej, Europie, Azji, Australii i Nowej Zelandii. W Polsce stwierdzono występowanie tylko w Karpatach i na Pobrzeżu Południowobałtyckim. Jest gatunkiem zagrożonym. Znajduje się na Czerwonej liście roślin i grzybów Polski. Ma status NT – gatunek o nieokreślonym zagrożeniu. Znajduje się na listach gatunków zagrożonych także w Szwajcarii, Niemczech i  Holandii.
Rośnie na obrzeżach lasów, torfowiskach, mokrych łąkach, na kwaśnych glebach, na butwiejącym drewnie, obumierających mchach i na próchnicy, często między mchami i porostami. W górach występuje aż po piętro subalpejskie. 

## Gatunki podobne
Podobny jest tzw. pęporostek Hudsona (Lichenomphalia hudsonii), która ma mniejsze owocniki o wilgotnym, różowofioletowym trzonie.